# Omorgus marshalli
Omorgus marshalli är en skalbaggsart som beskrevs av Haaf 1957. Omorgus marshalli ingår i släktet Omorgus och familjen knotbaggar. Inga underarter finns listade i Catalogue of Life.